# حبيل قعطبة (حبيل جبر)

تعديل مصدري - تعديل

حبيل قعطبة هي إحدى قرى عزلة حبيل جبر بمديرية حبيل جبر التابعة لمحافظة لحج، بلغ تعداد سكانها 63 نسمة حسب تعداد اليمن لعام 2004.